# Universidad Estatal de Washington
La Universidad Estatal de Washington (Washington State University en idioma inglés, o WSU, pronunciado Wazzu) es una universidad pública con sede en Pullman, Washington, en la región de Palouse del noroeste del Pacífico. Fundada en 1890, WSU ofrece grados, maestrías y doctorados en más de 200 campos de estudio diferentes. La universidad es especialmente conocida por sus programas en Medicina, Veterinaria, Agricultura, ciencia animal, ciencia de alimentos, ciencia de plantas, arquitectura, justicia penal y comunicaciones, así como ciencias atmosféricas, química, biología, laboratorios de investigación en materiales, física. Es una de las 96 universidades en América con mayor actividad de investigación, según lo publicado por la Fundación Carnegie para la promoción de la enseñanza. WSU está clasificada en la mitad superior del ranking de universidades nacionales, en el puesto 106, del U.S. News & World Report, por delante de la Universidad de Oregón y de la Universidad Estatal de Oregón.
La universidad tiene campus en Spokane, Tri-Cities y Vancouver. En estos campus se imparten principalmente grados y maestrías. A través de sus programas a distancia, la universidad también ofrece diez grados y una maestría en administración de empresas para estudiantes de todo el mundo. El total de matriculaciones en los cuatro campus y DDP superan los 25,900 estudiantes. Esto incluye 1,447 estudiantes extranjeros matriculados, la cifra más alta desde 1994 cuando tan solo era de 1,442 estudiantes.

## Historia
La Universidad Estatal de Washington fue establecida por la legislatura de Washington el 28 de marzo de 1890, solamente cinco meses después de la proclamación del Estado. Después de una intensa búsqueda para una ubicación, la nueva universidad abrió sus puertas el 13 de enero de 1892 como Washington Agricultural College and School of Science. El año 1897 vio la primera promoción de egresados, que constaba de siete hombres y mujeres. En 1905 cambió de nombre a State College of Washington y en 1959 al actual de Washington State University.
Bryan r. de Enoc, nombrado el 22 de julio de 1893, fue el primer Presidente de WSU, siendo anteriormente presidente de la Universidad de Vincennes en Indiana. Anteriormente a la llegada de Bryan r. de Enoc, la universidad sufrió una época de inestabilidad organizativa. Bryan guio a WSU hacia la respetabilidad, pudiendo decirse que es la figura más influyente en la historia de WSU. La torre del reloj, ubicada en el centro del campus, le honra con su nombre.
El papel de WSU como una institución estatal quedó claro en 1894 con el lanzamiento de su primera estación experimental agrícola al oeste de las montañas Cascade, cerca de Puyallup. Posteriormente, WSU ha establecido oficinas de extensión investigadora y centros de investigación en todas las regiones del Estado, con instalaciones de investigación importantes en Mount Vernon, Prosser y Wenatchee. En 1989, WSU fundó oficialmente sus campus en Spokane, Tri-Cities y Vancouver. En general, el Gobierno Federal y el estado de Washington han confiado 190.000 de acres (769 km²) a WSU para estudios agrícolas y para la investigación científica en todo el noroeste del Pacífico.
La educación postgrado comenzó con el establecimiento de la escuela de ciencia veterinaria en 1899; siendo en 1902 la graduación de los dos primeros estudiantes de veterinaria y en 1909 la concesión de los primeros títulos de doctor en ciencia veterinaria. La escuela veterinaria fue elevada a la condición de facultad en 1916, convirtiéndose en Facultad de Medicina Veterinaria en 1925. En 1902 se concedió el primer máster en botánica. En 1917, la institución se organizó en cinco facultades y cuatro escuelas, con decanos como jefes administrativos, y en 1922 se creó una Escuela de Postgrado. En 1929, el primer doctorado es otorgado en bacteriología.

## Dirección
La Universidad Estatal de Washington es supervisada por el estado de Washington. Una Junta Directiva controla la universidad y otorga la dirección al Presidente. Hay diez directivos nombrados por el gobernador, nueve de los cuales sirven durante un período de seis años. El décimo es un directivo - portavoz de estudiante nombrado anualmente. En marzo de 2009 se llevó a cabo una propuesta, actualmente bajo consideración, por la cual la legislatura estatal añadiría un undécimo directivo a la junta, por un período de tres años, y cuya función se limitaría a cuestiones no relacionadas con la facultad. Actualmente los administradores son Kenneth Alhadeff, Scott E. Carson, Harold Cochran, Elizabeth Cowles, Kasey Webster (estudiantes), Francois Forgette, Laura Jennings, Connie Niva, V. Rafael Stone y Michael Worthy.

## Fundación WSU
La Fundación WSU es una corporación privada independiente, que posee su propia Junta de Gobernadores y consejeros delegados, que sirve como una organización de recaudación de fondos para la universidad y sus proyectos. El director general en la actualidad es Brenda Wilson-Hale y el presidente de la Junta es Larry A. Culver.

## Asociación de antiguos alumnos (WSUAA)
La agrupación WSU también es un órgano independiente con un Consejo de administración y Presidente. El WSUAA está organizada en 34 grupos regionales de exalumnos denominados capítulos. La misión de la asociación es "fomentar la excelencia para mejorar la calidad y reconocimiento mundial de la WSU, becas de apoyo para ayudar a los estudiantes alcanzar una educación en la WSU y hacer de intermediario para reunir a la WSU a través de programas y servicios con antiguos alumnos y amigos de la misma". La asociación alberga numerosas actos sociales, eventos de redes para antiguos alumnos, además de patrocinar numerosas actividades en el campus. El actual Director Ejecutivo de relaciones con alumnos es Tim Pavish ' 80, y el presidente de la Junta es Rob Ellsworth, ' 97. El alumno más famoso de la WSU es Edward R. Murrow.

## Claustro
El Senado del Claustro sirve como la caja de resonancia para más de 2200 profesores. Todas las decisiones académicas principales deben ser aprobadas por el senado. El Senado está compuesto por representantes de cada colegio académico y departamentos de los cuatro campus de WSU. Actualmente, hay un Comité Presidencial WSU para analizar las posibilidades de creación de nuevas sinergias a través de un programa de re-alimentación, reubicando departamentos y creando nuevas escuelas.

## Estudiantes
WSU tiene dos organizaciones representativas estudiantiles: Associated Students of Washington State University (ASWSU) fundada en 1915 y la Graduate and Professional Students Association (GPSA) fundada a mediados de 1970. El marco organizativo de la ASWSU es similar al que se contempla en los gobiernos más americanos con un sistema de judicial designado y confirmado, eligiendo a representantes (de distritos) de un Senado y un equipo anualmente elegido: Presidente y Vicepresidente. El Presidente también tiene un personal asalariado dirigido por el jefe de Estado mayor que varían en tamaño de 6 a 12 miembros, según el año. La GPSA está estructurada de forma similar.
Hay otras organizaciones estudiantiles influyentes como el Consejo interfraternity, el Consejo Panhelénico o el Consejo griego de presidentes. Son órganos gubernamentales de casas sociales griegas reconocidas en la Universidad. El sistema griego de fraternidades ha sido tradicionalmente el bloque más poderoso de votación en la determinación de las elecciones de la ASWSU. La Asociación de Hall Residence es un órgano de Gobierno para estudiantes en las salas de las residencias.
El Consejo de administración de libros supervisa la biblioteca del campus sin ánimo de lucro con más de 17 millones de dólares de ingresos anuales. Los estudiantes donan todos los beneficios a los estudiantes de WSU. La Junta de entretenimiento de estudiantes ASWSU trae a oradores de gran prestigio y músicos al campus. La Coalición para estudiantes de la mujer proporciona gran parte de los programas multiculturales en el campus, incluyendo el simposio anual de la mujer de raza negra, y la semana sin violencia. CWS se compone de la asociación para el Pacífico y las mujeres de Asia, grupo de mujeres negras, Mujeres Unidas, la mujer indígena de la asociación y la YWCA de WSU. La organización también financia el tránsito de mujeres voluntarias, un programa de seguro de transporte puerta a puerta para las mujeres que de lo contrario tendrían que caminar solas de camino a sus hogares por la noche.
Recientemente, la delegación estudiantil ha llevado a cabo varios proyectos importantes en el campus, además de subvencionar una tarifa de transporte de $ 15 para ayudar a sostener el tránsito de transportes de Pullman. El cuerpo estudiantil también ha remodelado el edificio de la Unión de Compton. El edificio fue cerrado en mayo del 2006 y reabierto en agosto del 2008. En marzo de 2006, el cuerpo estudiantil ha votado para apoyar la renovación del Estadio de Martin, subvencionó $ 25 por semestre para la escolaridad.

## Escuelas y facultades
Los departamentos y programas se organizan en 10 centros docentes:
- Facultad de Ciencias Agrícolas, Humanas y Recursos Naturales.
- Facultad de Ciencias y Artes.
- Facultad de negocios Carson
- Facultad de Comunicación Edward R. Murrow College.
- Facultad de Educación.
- Facultad de Ingeniería y Arquitectura Voiland.
- Facultad de Ciencias Médicas.
- Facultad de Farmacia.
- Facultad de Enfermería.
- Facultad de Medicina Veterinaria.

Además, WSU tiene una facultad de honores, una escuela de postgrado, un programa de educación a distancia y un programa intensivo de inglés para extranjeros.

## Bibliotecas
Las bibliotecas de la WSU coordina la administración de las seis principales bibliotecas existentes en el campus Pullman (bibliotecas de arquitectura, educación neurológica, ciencias agrícolas de Fischer, medicina animal, y otras ciencias e ingenierías) y cinco bibliotecas fuera del campus Pullman (Betty M. Anderson, programa de energía WSU, WSU Spokane, WSU Tri-Cities, bibliotecas de Vancouver WSU). Existen además cinco bibliotecas menores en el campus Pullman (GLBA, Heritage House, relaciones y diversidad humana, música, y colecciones del centro de recursos de la mujer)que están fuera de las bibliotecas de WSU. Las bibliotecas de la WSU también participan en la Alianza de Cascade Orbis, un consorcio de 36 bibliotecas universitarias en Washington y Oregón, ofreciendo un sistema de préstamo entre-bibliotecas. Las bibliotecas de la WSU utilizan ILLiad, ArticleReach, RAPID y DOCLINE para la entrega de documentos.

## Medios informativos
Existen tres publicaciones periódicas principales en la comunidad universitaria: Magazine del estado de Washington, para antiguos alumnos, amigos, profesores y empleados; la WSU hoy diario-boletín electrónico y sitio Web para estudiantes de facultad, personal y graduado; y The Daily Evergreen, el periódico de estudiante.  La primera edición de la Evergreen fue publicada en 1895.
Los medios de difusión de la WSU incluyen además el Northwest Public Radio y televisión, la red de estaciones de radio y televisiones públicas en el noroeste; siendo operada por la Universidad Estatal de Washington. Red de hoy de AM y emisoras de radio FM evolucionaron a partir de la estación original de la Universidad, que estuvo en activo hasta el 10 de diciembre de 1922, convirtiéndose en una de las primeros en el país. 
Cable 8 Productions es un canal de televisión por cable local para estudiante al servicio de la WSU y lam KZUU 90.7 FM es una emisora de radio Universitaria no comercial perteneciente a la ASWSU. Obtuvo la aprobación de la FCC en 1979. Rock de deportes de KUGR es la estación de radio estudiantil en línea. Entre los estudiantes que operan estos medios son estudiantes de radiodifusión en Edward R. Murrow College de comunicación.

## El Campus

### Ubicación física
Situado encima de la Hill College (una de las cuatro colinas principales en Pullman), el campus de Pullman de la Universidad Estatal de Washington se extiende a lo largo de 620 acres (2,5 km²) y se encuentra en la región de Palouse, siete millas (11 km) al oeste de la Frontera de Idaho y Moscow, hogar de la Universidad de Idaho.
El Palouse se define por sus colinas únicas que fueron creadas por la acción del viento. El suelo de la región es uno de los más productivas de las regiones del mundo para usos agrícolas. Los cultivos principales son el trigo,  los guisantes, la cebada y las lentejas. Los atardeceres a menudo destacan por las puesta de sol azul-rosada realmente espectaculares. La primera junta de directivos decidió utilizar como colores del colegio los colores de los atardeceres que más tarde serían cambiados por los colores carmesí y grises actuales.

### Edificios

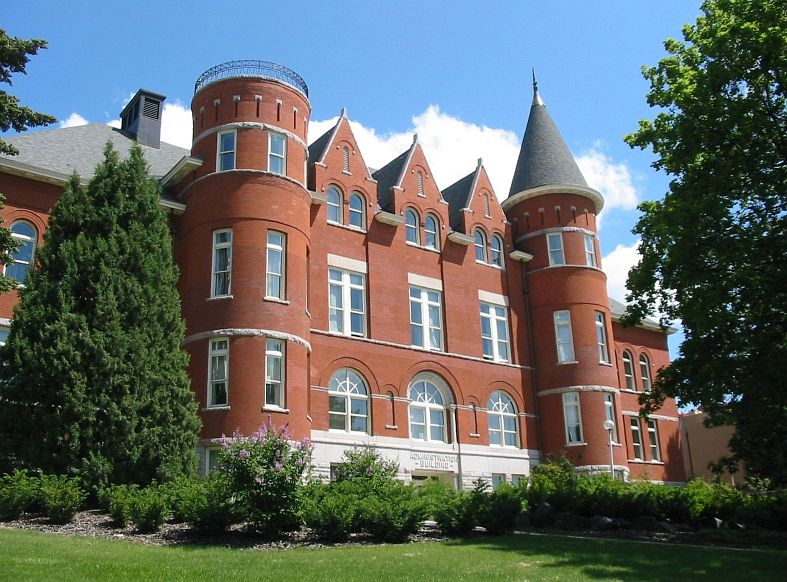
El Thompson Hall.

La mayoría de los edificios de campus son de ladrillo rojo y pueden caracterizarse como utilitarista: un estilo de conexión para la ética de trabajo de la Universidad y las normas de prudencia Fiduciaria. El edificio de campus más significativo es la biblioteca de Terrell abierta en 1994. Otra estructura significativa es el centro Samuel H. Smith donde se imparten las licenciaturas, inaugurado en el 2002 y con el nombre del presidente de la WSU en el período 1985-2000.
El corazón del campus es el Glenn Terrell, denominado "el centro comercial o Mall" por los estudiantes. Este paseo fue nombrado así en honor a Glenn Terrell, presidente de la WSU desde 1967 a 1985. La biblioteca y un gran número de edificios de aulas rodean el Glenn Terrell.
El estadio de fútbol americano, el Martin Stadium, posee su nombre en honor al gobernador de Washington Clarence D. Martin. El estadio, el más pequeño de la PAC-10, se sitúa en el núcleo del campus junto a los edificios Terrell (biblioteca) y de Vogel Plant (edificio de Biociencias). A pesar de que es el más pequeño de la PAC-10, es el que ofrece más asientos a los alumnos de la PAC-10. Tras la clausura de la temporada de fútbol del 2006,  el Martin Stadium sufrió una renovación masiva para ampliar la capacidad de asientos y ofrecer mayores comodidades para jugadores y espectadores, así como la realización de mejoras en las instalaciones en general tales como, baños y soportes de concesión.
Otras de las excepciones del estilo arquitectónico utilitario son el Thompson Hall, el Bryan Hall y el Stevens Hall, los edificios más antiguos en el campus. El Thompson Hall fue el edificio original de administración y en la actualidad es la ubicación del Departamento de lengua extranjera. El Bryan Hall es un hito de construcción en el campus y junto con la torre de planta cuadrada que encierra una campana y un reloj que se ilumina de rojo por las noches. El Stevens Hall y El Thompson Hall están considerados lugar de interés histórico nacional.
También son destacables el centro de alumnos de Lewis y el edificio de Ciencias físicas Webster. El centro Lewis fue un antiguo granero de vacas renovado en 1989 para el que sería el más lujoso edificio de campus, con alfombras hechas a mano, palmeras, mármol italiano y bellas ilustraciones. Las habitaciones del edificio Lewis incluyen sala de reuniones para la Junta de regentes, la biblioteca Lighty, el salón de la fama del atletismo, la habitación del presidente de alumnos y la sala para grandes eventos sociales. Webster es el edificio más alto en el campus con doce pisos de altura y una visión panorámica de la región desde el tejado.

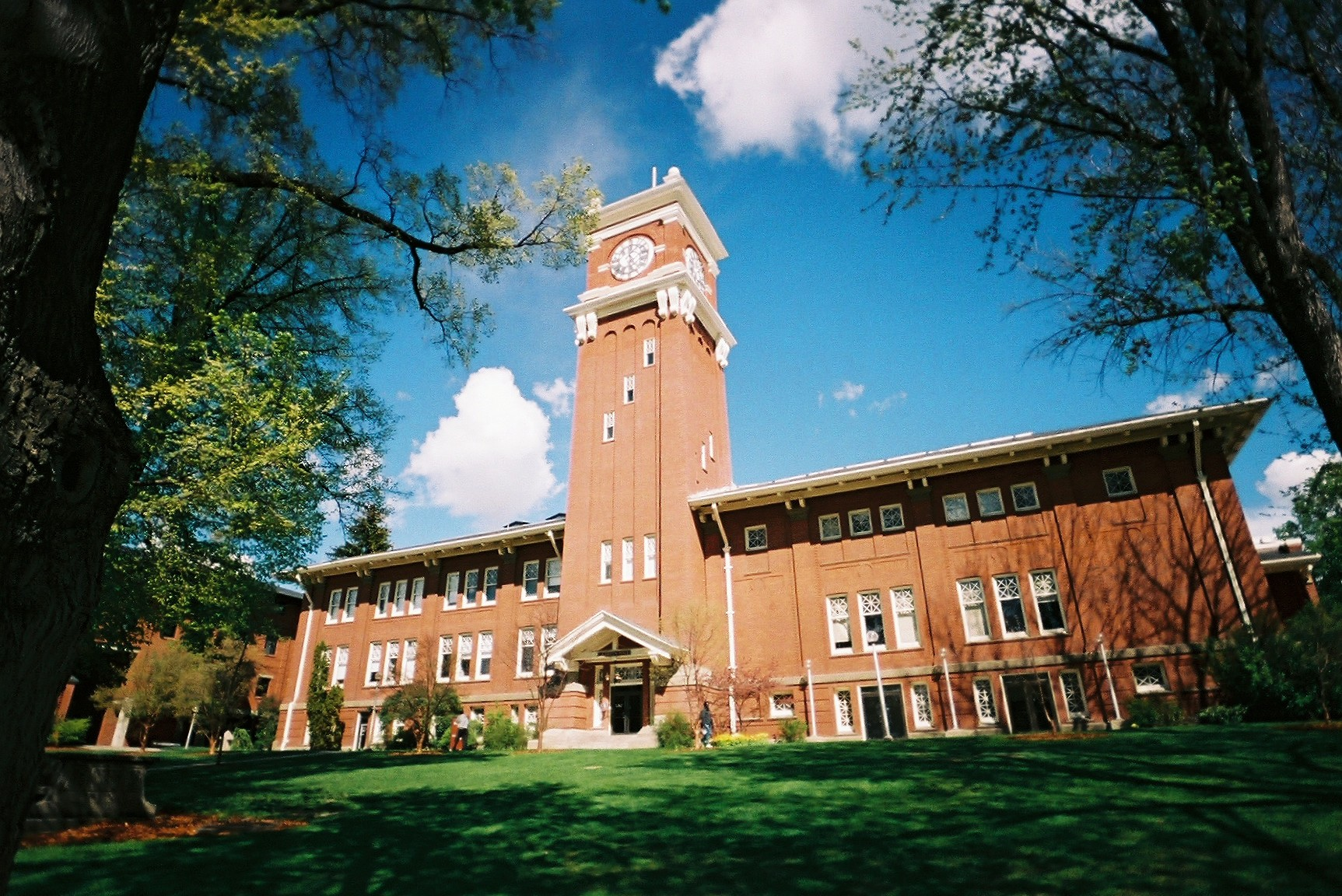
Bryan Hall, con la torre del reloj al fondo

Rudolph Weaver fue el primer Presidente del Departamento de arquitectura (1911 - 1923), diseñando siete de los edificios en el campus WSU, incluyendo:
- Beef Barn, en la actualidad centro de alumnos Lewis, 1922[17]
- Carpenter Hall, que no se terminó hasta 1927.[18]
- Community Hall. 1921[19]
- McCroskey Hall, 1920[20][21]
- President's House, 1912.
- Stimson Hall, 1922[22][23]
- Wilson Hall, utilizado por primera vez en 1917, aunque no se terminó hasta años más tarde[24]

### Campus residencial

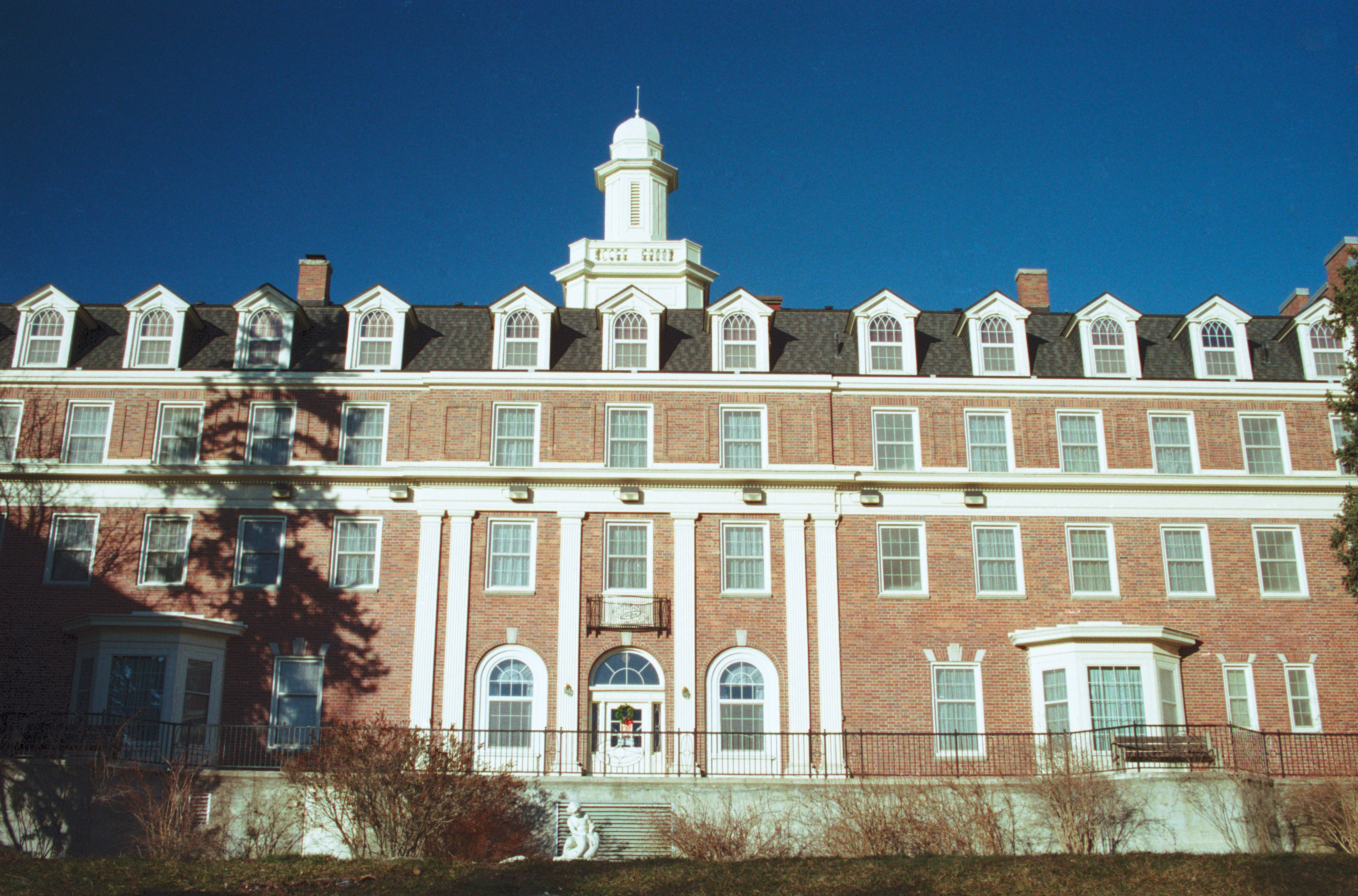
Edificio Stimson Hall

El Stimson Hall WSU es un campus residencial donde viven muchos de los estudiantes en residencias, mientras que otros estudiantes viven en casas de fraternidad. Muchos otros se alojan fuera del campus. Después de su primer año de estudio, muchos estudiantes se alojan en apartamentos, propiedad de la WSU. La Mayoría de los apartamentos están ubicados a menos de media milla del campus. El sistema de autobuses en el campus es amplio debido a que los espacios de estacionamiento (aparcamientos) en el campus están limitados y suelen ser de pago.

## Personas destacadas de la WSU
La Universidad tiene 170,547 antiguos alumnos (otoño de 2009), según la agrupación de la WSU.
Entre los alumnos de la WSU, 39 han recibido el distinguido Premio de los antiguo regentes desde 1962. Son Edward R. Murrow, Paul Allen (cofundador de Microsoft), John M. Fabian (astronauta), Gary Larson (caricaturista), Allan Wilson (evolucionista molecular), Phyllis J. Campbell (Ejecutivo de Banca), William Julius Wilson (sociólogo), Sherman Alexie (director de cine), John Gorham (veterinario investigador), Orville Vogel (investigador transgénico de trigo), Philip Abelson (físico) y  Neva Abelson (médico).
La WSU ha tenido sólo 11 Presidentes en sus casi 130 años de historia: George W. Lilley (1891-1892), John W. Heston (1892-1893), Enoc Albert Bryan (1893-1915), Ernest O. Holland (1916-1944), Wilson M. Compton (1945-1951), C. Clement French (1952-1966), Glenn Terrell (1967-1985), Samuel H. Smith (1985-2000), V. Lane Rawlins (2000-2007), Elson S. Floyd (2007-2015) y el actual presidente Kirk H. Schulz.

## Deporte en WSU

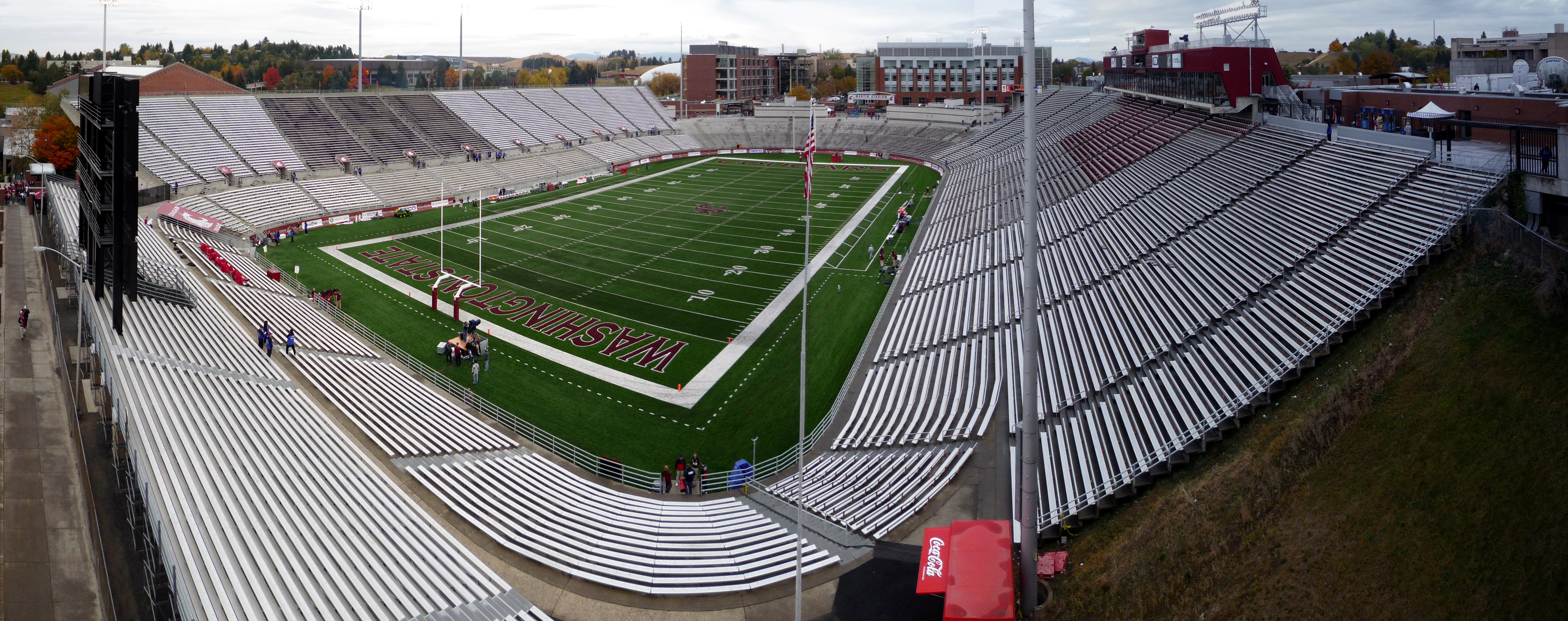
El Martin Stadium, hogar de los Cougars

Los Washington State Cougars (en español: Pumas de la Estatal de Washington) es el equipo deportivo de la Universidad. Los equipos de los Cougars participan en las competiciones universitarias organizadas por la NCAA, y forman parte de la Pacific-12 Conference o Pac-12.